# Quản lý dữ liệu
Quản lý dữ liệu bao gồm tất cả các ngành liên quan đến quản lý dữ liệu như một tài nguyên có giá trị.

## Khái niệm
Khái niệm quản lý dữ liệu xuất hiện vào những năm 1980 khi công nghệ chuyển từ xử lý tuần tự (thẻ đục lỗ đầu tiên, sau đó là băng từ) sang lưu trữ truy cập ngẫu nhiên. Vì hiện tại có thể lưu trữ một thực tế riêng biệt và nhanh chóng truy cập nó bằng công nghệ đĩa truy cập ngẫu nhiên, những người cho rằng quản lý dữ liệu quan trọng hơn quản lý quy trình kinh doanh đã sử dụng các đối số như "địa chỉ nhà của khách hàng được lưu trữ trong 75 (hoặc một số lớn khác số) địa điểm trong hệ thống máy tính của chúng tôi. " Tuy nhiên, trong giai đoạn này, xử lý truy cập ngẫu nhiên không cạnh tranh được về tốc độ, do đó, những người đề xuất "quản lý quy trình" quan trọng hơn "quản lý dữ liệu" sử dụng thời gian xử lý hàng loạt làm đối số chính của họ. Khi phần mềm ứng dụng phát triển thành thời gian thực, sử dụng tương tác, rõ ràng cả hai quy trình quản lý đều quan trọng. Nếu dữ liệu không được xác định rõ, dữ liệu sẽ bị sử dụng sai trong các ứng dụng. Nếu quy trình không được xác định rõ, không thể đáp ứng nhu cầu của người dùng.

## Sử dụng
Trong sử dụng quản lý hiện đại, thuật ngữ dữ liệu ngày càng được thay thế bằng thông tin hoặc thậm chí tri thức trong bối cảnh phi kỹ thuật. Do đó quản lý dữ liệu đã trở thành quản lý thông tin hoặc quản lý kiến thức. Xu hướng này che khuất quá trình xử lý dữ liệu thô và ám chỉ diễn giải ngầm. Sự khác biệt giữa dữ liệu và giá trị dẫn xuất được minh họa bằng thang thông tin.   Tuy nhiên, dữ liệu đã tạo ra sự trở lại với việc phổ biến thuật ngữ Big data, trong đó đề cập đến việc thu thập và phân tích các bộ dữ liệu khổng lồ.
Một số tổ chức đã thành lập các trung tâm quản lý dữ liệu (DMC)  cho các hoạt động quán lý.

## Quản lý dữ liệu tích hợp
Quản lý dữ liệu tích hợp (IDM) là một phương thức tiếp cận công cụ để tạo điều kiện quản lý dữ liệu và cải thiện hiệu suất. IDM bao gồm một môi trường mô-đun tích hợp để quản lý dữ liệu ứng dụng doanh nghiệp và tối ưu hóa các ứng dụng dựa trên dữ liệu trong suốt vòng đời của nó. Mục đích của IDM là:
- Sản xuất các ứng dụng sẵn sàng cho doanh nghiệp nhanh hơn
- Cải thiện truy cập dữ liệu, kiểm tra tốc độ lặp
- Trao quyền cho sự hợp tác giữa các kiến trúc sư, nhà phát triển và DBA
- Luôn đạt được mục tiêu cấp độ dịch vụ
- Tự động hóa và đơn giản hóa các hoạt động
- Cung cấp thông tin theo ngữ cảnh trên toàn bộ giải pháp
- Hỗ trợ tăng trưởng kinh doanh
- Chứa đựng những sáng kiến mới mà không cần mở rộng cơ sở hạ tầng
- Đơn giản hóa việc nâng cấp ứng dụng, hợp nhất và nghỉ hưu
- Tạo điều kiện liên kết, nhất quán và quản trị
- Xác định các chính sách và tiêu chuẩn kinh doanh lên phía trước; chia sẻ, mở rộng và áp dụng trong suốt vòng đời